# Сільця-Млинівські
Сільця-Млинівські — село в Україні, у Ратнівській селищній громаді Ковельського району Волинської області. Населення становить 94 особи.

## Географія
На північно-східній стороні від села пролягає автошлях М19

## Історія
12 червня 2020 року, відповідно до розпорядження Кабінету Міністрів України № 708-р «Про визначення адміністративних центрів та затвердження територій територіальних громад Волинської області», увійшло до складу Ратнівської селищної територіальної громади.
19 липня 2020 року, в результаті адміністративно-територіальної реформи та ліквідації Ратнівського району, село увійшло до новоутвореного Ковельського району.

## Населення
Згідно з переписом УРСР 1989 року чисельність наявного населення села становила 117 осіб, з яких 52 чоловіки та 65 жінок.
За переписом населення України 2001 року в селі мешкали 93 особи.

### Мова
Розподіл населення за рідною мовою за даними перепису 2001 року:
| Мова       | Відсоток |
| ---------- | -------- |
| українська | 97,87 %  |
| білоруська | 2,13 %   |